# Expressió oral
L'expressió oral és l'habilitat d'usar un idioma per a parlar amb la finalitat de comunicar-se, incloent-hi saber escoltar els altres. Implica el domini dels diferents tipus de discurs. Els embarbussaments són un excel·lent exercici per desenvolupar els òrgans d'articulació i de fonació i, especialment, la llengua.

## Descripció oral
Una descripció és objectiva quan no emet judici de valor, i subjectiva si està condicionada per altres aspectes, com ara l'estat d'ànim de l'observador. Per fer un comentari, s'han de tenir presents tres aspectes: conèixer la matèria a la qual un es refereix, ser objectiu en el que es diu i referir-se amb claredat en expressar-se. Només així, és possible formar-se'n una opinió i fer-hi un comentari adequat.

## Discussió
La discussió socialitzada permet enriquir les opinions, respectar el dret d'expressió de l'altre i aconseguir acords en temes conflictius; cal actuar-hi amb respecte, parlar amb coneixement, donar bons fonaments del tema i tenir la intenció d'aconseguir consensos.

## Dissertació
La dissertació és l'exposició oral d'un tema per a informar-ne d'una manera rigorosa i profunda. Per això, cal una investigació i una preparació prèvia. Els elements d'expressió oral en una dissertació són un llenguatge clar, precís i correcte; vocabulari formal i variat; mantenir un volum de veu que permeti que tothom escolti amb claredat; es recomana adoptar una postura corporal espontània i relaxada; la modulació ha de ser acurada, clara i natural, sense exagerar. Per a facilitar la comprensió, és preferible parlar a un ritme lent.

## Taula rodona
Una taula rodona és una instància de comunicació (entre tres i sis persones), la finalitat de la qual és aprofundir un tema, mitjançant punts de vista divergents o contradictoris que es plantegen davant un públic. Elements fonamentals per a realitzar una taula rodona:
- Moderador: persona que dona la paraula i fa respectar els torns. També la conclou i la sintetitza al final.
- Exponents: exposen les idees que es debaten en la taula rodona. Han de tenir capacitat per a escoltar i argumentar.
- Públic: persones que assisteixen per informar-se del tema que serà tractat.
- Regles: cal respectar els torns per parlar. Considerar una bona distribució espacial i temporal.
- Crítica: és l'emissió d'un judici sobre alguna cosa determinada. Per a criticar, per exemple en algun programa de televisió, és necessari, abans, considerar els següents aspectes:
  - El contingut del programa: el missatge que transmet, els valors que involucra, el llenguatge emprat, etc.
  - La utilització d'imatges: si són suggeridores o apropiades, si estan en moviment, etc.
  - La utilització de fons musicals i efectes especials.
  - La participació dels comunicadors: actitud, claredat, aptitud en general, etc.

## Retrat
És la descripció d'una persona. Aquesta descripció es pot fer atenent dos aspectes diferents, però complementaris: d'una banda, la descripció de l'aparença externa d'aquesta persona, és a dir, els seus trets físics; i de l'altra, la descripció dels costums, dels sentiments i, en general, de tots aquells trets que en configuren el caràcter i la personalitat.
Hi ha diferents tipus de retrats, que depenen de la intenció amb què es realitzin:
- Retrat objectiu: s'hi descriuen els trets físics o de caràcter de la persona, com són, sense afegir-hi comentaris personals.
- Retrat subjectiu: afegeix a la descripció, l'opinió personal de qui descriu.
- Retrat laudatori: es realitza en lloança d'una persona, ressaltant-ne les qualitats.
- Retrat satíric: es fa amb la intenció de ridiculitzar el personatge descrit.

## Persuasió
Consisteix a convèncer algú perquè actuï en un determinat sentit i influir en la seva voluntat. Cal informar i moure envers l'acció. Per informar, cal aportar dades que puguin ser comprovades, per moure envers l'acció una persona és important convèncer-la que el que es defensa o el que se li ofereix està relacionat amb els seus gustos, amb les seves idees i amb les seves necessitats.

## Dramatització
La dramatització consisteix en la representació d'una obra teatral amb uns personatges que, en general, duen a terme accions i diàlegs.